# Сонора (Кентаки)
Сонора (енгл. Sonora) град је у америчкој савезној држави Кентаки.

## Демографија
По попису из 2010. године број становника је 513, што је 163 (46,6%) становника више него 2000. године.
| Група             | 2000.       | 2010.       |
| Белци             | 332 (94,9%) | 486 (94,7%) |
| Афроамериканци    | 10 (2,9%)   | 9 (1,8%)    |
| Азијати           | 1 (0,3%)    | 1 (0,2%)    |
| Хиспаноамериканци | 0 (0,0%)    | 11 (2,1%)   |
| Укупно            | 350         | 513         |